# پتار آرگیروف
پتار آرگیروف (بلغاری: Петър Аргиров؛ ۱۹ فوریهٔ ۱۹۲۳ – ۱۶ نوامبر ۱۹۸۹) بازیکن فوتبال اهل بلغارستان بود.
از باشگاه‌هایی که در آن بازی کرده است می‌توان به باشگاه فوتبال لفسکی صوفیه اشاره کرد.
وی همچنین در تیم ملی فوتبال بلغارستان بازی کرده است.